# 柯西-阿达马公式
柯西－阿达马公式（Cauchy-Hadamard Formula）为複分析（Complex analysis）中求单複变形式幂级数收敛半径的公式，以法国数学家奥古斯丁·路易·柯西和雅克·阿达马的名字命名。

## 公式陈述
对于单一复数变量“z”的形式幂级数
{\displaystyle f(z)=\sum _{n=0}^{\infty }c_{n}(z-a)^{n}.}
上式中{\displaystyle a,c_{n}\in \mathbb {C} },
则该级数收敛半径 R 由下式给出：
{\displaystyle {\frac {1}{R}}=\limsup _{n\to \infty }{\big (}|c_{n}|^{\frac {1}{n}}{\big )}.}
其中 limsup 定义为
{\displaystyle \limsup _{n\to \infty }u_{n}:=\lim _{n\to \infty }v_{n}:=\lim _{n\to \infty }\sup\{u_{k}:k\geq n\}}
其中 sup 为集合的最小上界。